# دیوان داوری دعاوی ایران و آمریکا
دیوان داوری دعاوی ایران و آمریکا (به انگلیسی: Iran – United States Claims Tribunal) نهاد داوری است که به اختلافات میان دولت‌های ایران و ایالات متحده آمریکا رسیدگی می‌کند. سند تأسیس و مبنای برپایی دیوان، بیانیه‌های الجزایر است که دو دولت در پی بحران گروگان‌گیری در سفارت آمریکا با میانجیگری دولت الجزایر در ۱۹ ژانویه ۱۹۸۱ امضا نمودند. به موجب بیانیه‌های الجزایر دولت ایران متعهد شد که گروگان‌های آمریکایی را آزاد نماید و متقابلاً ایالات متحده آمریکا متعهد شد که در قبال آزادی کارکنان دیپلماتیک و کنسولی خود، کلیه دارایی های مسدود شدهٔ ایران را آزاد نماید. دیوان صلاحیت رسیدگی به دعاوی اتباع ایران علیه دولت ایالات متحده آمریکا و دعاوی اتباع آمریکا علیه ایران در خصوص موضوعاتی چون دین، قراردادها، سلب مالکیت (مصادره) و سایر اقدامات مؤثر در حقوق مالکیت و هم‌چنین صلاحیت رسیدگی به دعاوی رسمی دو دولت علیه یک‌دیگر که ناشی از قرادادهای خرید و فروش کالا و خدمات، اختلافات در تفسیر یا اجرای بیانیه‌های الجزایر و مؤسسات بانکی باشد، را دارد.
دیوان مرکب از ۹ داور (۳ داور منتخب ایران، ۳ داور منتخب آمریکا و ۳ داور ثالث منتخب ۶ داور دیگر) است. داوران مذکور در ۳ شعبهٔ مستقل دیوان، که هر شعبه متشکل از ۳ داور است (یک داور منتخب ایران، یک داور منتخب ایالات متحده آمریکا و یک داور مرضی‌الطرفین یا ثالث) به دعاوی ارجاع شده رسیدگی می‌کنند. ریاست کل دیوان به عهدهٔ یکی از داوران ثالث است که از سوی داوران منتخب ایران و آمریکا به این سمت انتخاب می‌شود. به مسائل اساسی دیوان نظیر تفسیر بیانیه در هیئت عمومی دیوان که مرکب از تمامی داوران است، رسیدگی می‌شود.

تعداد دعاوی که دیوان تاکنون بدان رسیدگی کرده و حکم مقتضی را در خصوصشان صادر نموده‌است، بالغ بر ۳,۹۰۰ پرونده است. در حال حاضر روند رسیدگی به چند پروندهٔ بزرگ و پیچیده (دولتی) هنوز در دیوان در جریان است. مقر دیوان داوری دعاوی ایران و آمریکا در لاهه هلند است.  آراء دیوان در 38  جلد توسط انتشارات گروسیوس چاپ شده است. در حال حاضر آقای نیکولا میشل حقوقدان سوئیسی ریاست دیوان را به عهده دارد.